# Annette Schröter
Annette Schröter, geborene Mückel (* 23. April 1956 in Meißen) ist eine deutsche Malerin und Papierschnitt-Künstlerin.

## Leben
Nach dem Besuch der Polytechnischen Oberschule absolvierte sie eine vierjährige Lehre zur Porzellanmalerin in der Staatlichen Porzellanmanufaktur Meißen. Danach studierte sie von 1977 bis 1982 an der Hochschule für Grafik und Buchkunst Leipzig / Fachklasse Malerei bei Bernhard Heisig. Hier lernte sie den Studenten der Fotografie Erasmus Schröter kennen, und das Paar heiratete.
Nach einem Ausreiseantrag nach der Bundesrepublik und der Ausbürgerung aus der DDR übersiedelte das Ehepaar nach Hamburg. 1986 wurde Annette Schröter mit dem Hamburger Elysée-Preis für Malerei ausgezeichnet. Von 1988 bis 1990 lehrte sie figürliches Zeichnen in der Abteilung Gestaltung an der FHS Hamburg. 1992 hatte sie eine Gastprofessur für Malerei am Pentiment der Hochschule für Angewandte Wissenschaften Hamburg.
1997 zog das Ehepaar zurück nach Leipzig. Von 1999 bis 2001 erhielt Annette Schröter eine Gastprofessur für Malerei an der Burg Giebichenstein Kunsthochschule Halle. 2001 wurde sie mit dem Kunstpreis der 8. Leipziger Jahresausstellung ausgezeichnet. 2003 hatte sie erneut eine Gastprofessur in Hamburg. Von 2004 bis 2005 war Schröter Dozentin an der Hochschule für Bildende Künste Dresden. 2006 war sie artist in residence in Bern / Schweiz. Von 2006 bis 2022 war sie Professorin für Malerei an der Hochschule für Grafik und Buchkunst Leipzig.
2001 wechselte Annette Schröter in ihrem künstlerischen Schaffen die Technik und erschloss sich nach dem Malen den Papierschnitt als Ausdrucksmittel, den sie zu hoher Meisterschaft führte. Durch die Weiterentwicklung des alten Mediums Scherenschnitt hinsichtlich der Dimensionen der Objekte (Installationen bis 3,5 m) und der Einbeziehung von Farbe sowie der Kombination mit anderen Techniken schuf sie sich ein Alleinstellungsmerkmal.
Annette Schröter lebt und arbeitet in der Leipziger Südvorstadt.

## Einzelausstellungen (Auswahl)
- 2025 NEBENAN, Wichtendahl Galerie Berlin
- 2024 Von Menschen und Mustern, Kunstverein Rüsselsheim
- 2024 Von Menschen und Mustern, Kunstraum Villa Friede, Bonn
- 2024 Hinter den Toren, (mit Gudrun Petersdorf) Kunstraum HypoVereinsbank Leipzig
- 2023 Im Laufe der Zeit, Weißes Haus Markkleeberg, Agra-Park
- 2023 Vor Schrebers Garten, Kunstverein Buchholz (K)
- 2023 Fenster zum Hof, Galerie Ines Schulz, Dresden
- 2022 Vor Schrebers Garten, Wichtendahl Galerie, Berlin
- 2022 Annette Schröter – Scherenschnitte, Galerie Urs Reichlin, Zug/CH
- 2022 Häuser, Bäume, Männer, Galerie Kleindienst, Leipzig
- 2022 Im Laufe der Zeit,  Kunstverein Teterow
- 2021 Mein Freund der Baum – für Alexandra, Kunsthaus Klüber, Weinheim
- 2021 Vor Schrebers Garten, Galerie Rothamel, Frankfurt/M.
- 2019 Übersee, Wichtendahl Galerie, Berlin
- 2019 WELTBILDER, Städtische Galerie Eschborn
- 2018 MONTEVIDEO, Museum der bildenden Künste, Leipzig
- 2018 MONTEVIDEO, Stadtgalerie Kiel
- 2018 Pretty Park, Galerie im Hotel Grand Elysée, Hamburg
- 2017 Übersee, Galerie Maurer, Frankfurt/M.
- 2016 TASKA, Wichtendahl Galerie, Berlin
- 2015 TROSTBRÜCKE, Kunstverein Freunde Aktueller Kunst, Zwickau
- 2015 TASKA, Galerie Kleindienst, Leipzig
- 2014 Cout outs – Schnitt für Schnitt, Städtische Galerie im Schloss, Isny
- 2013 Nun – Papierschnitte 2008–2013, Angermuseum Erfurt
- 2013 zartumriss'ne holde Finsternisse, Galerie Wichtendahl, Berlin
- 2012 Weltbild, Galerie Rothamel, Frankfurt am Main
- 2011 Escape from Colditz, Annette Schröter & Erasmus Schröter, departurelounge, London
- 2011 Heutzutage, Galerie Wichtendahl, Berlin
- 2011 Licht und Schatten / mit Erasmus Schröter, Deutsche Botschaft, London
- 2011 Paper, Pertwee Anderson & Gold, London
- 2010 Papierschnitte, Marburger Kunstverein, Marburg
- 2010 Lied der Zeit, Galerie Rothamel, Erfurt
- 2008 Wildwuchs, Galerie Binz und Krämer, Köln
- 2008 Mehr Wildwuchs, Wichtendahl Galerie, Berlin
- 2008 Licht und Schatten, mit Erasmus Schröter, Galerie der Guardini-Stiftung Berlin
- 2008 Mit dem Messer gezeichnet, Museum der bildenden Künste, Leipzig
- 2008 Spaziergang im Schnee – für Robert Walser, Galerie Elten&Elten, Zürich
- 2007 Heimat, Galerie Barbara Davis, Houston
- 2007 In Tracht – Traditionel Dress, Cartwright Hall Art Gallery, Yorkshire
- 2006 In Tracht, UH galleries. University of Hertfordshire Hatfield/London
- 2006 Galerie Kleindienst, Leipzig
- 2006 Wildwuchs, Stadtgalerie Bern
- 2006 Spaziergang im Schnee – für Robert Walser, Galerie Peters-Barenbrock, Ahrenshoop
- 2005 Hasenland, Galerie Kleindienst, Leipzig / Galerie Binz & Krämer, Köln
- 2005 Messer, Gabel, Scher und Licht, Wichtendahl Galerie, Berlin
- 2004 Schröter + Schröter, Stadtmuseum Oldenburg, Oldenburg
- 2004 Spaziergang im Schnee, Kunstverein Panitzsch, Panitzsch

## Ausstellungsbeteiligungen (Auswahl)
- 2024 Geschnitten, gefaltet, geformt – Papier!, Kunststation Kleinsassen
- 2024 Neue Wilde & Neue Leipziger Schule, Museum No Hero, Delden/NL, (K, P)
- 2023 Die Überraschung – Ostdeutsche Kunst vor und nach der Wende, Museum No Hero, Delden/NL (K, P)
- 2023 Viele Wahrheiten, Galerie Ines Schulz, Dresden
- 2023 Beziehungsweise, Döbele Kunst Mannheim
- 2022 Virtuos, Gustav-Lübcke-Museum, Hamm
- 2022 landscapes, Galerie Alte Schule, Ahrenshoop
- 2021 Hommage – 27. Leipziger Jahresausstellung, Werkschauhalle Leipzig
- 2020 KOSMOS OST - Das Albertinum zu Gast, Museum Ernst-Barlach-Haus, Hamburg
- 2020 # cute – Inseln der Glückseligkeit? NRW-Forum Düsseldorf
- 2020 10. salondergegenwart, Hamburg
- 2020 INSIDE, Thaler-Originalgrafik, Leipzig
- 2019 POINT OF NO RETURN - Wende und Umbruch in der Ostdeutschen Kunst, Museum der bildenden Künste, Leipzig
- 2019 Milchstraßenverkehrsordnung - Space is the Place, Künstlerhaus Bethanien, Berlin
- 2019 The Leipzig Connection, Meštrović Pavilion, Zagreb
- 2018 Aussicht – Einsicht / Das Fenster in der Kunst, Museum Sinclair-Haus, Bad Homburg
- 2018 SCHNITTSTELLE. Cut-out trifft Schattenriss, Museum August-Macke-Haus, Bonn
- 2018 Scharf geschnitten. Vom Scherenschnitt zum Papercut, Galerie Stihl Waiblingen / Städtische Galerie Neunkirchen
- 2018 MIT DEM MESSER GEZEICHNET, Schloss Delitzsch
- 2017 Reload! Tracht/Kunst/Mode, Museum Kunst der Westküste
- 2017 WAS BLEIBT, Palazo Ducale Mantova/I
- 2017 WAS BLEIBT, Galerie Schloss Parz/A
- 2016 Gegenstimmen – Kunst aus der DDR 1976–1989, Martin-Gropius-Bau Berlin
- 2016 Storyteller – Zeitgenössische Kunst aus Leipzig, Kunstmuseum Vietnam, Hanoi
- 2016 Light & Shadow, Kunstverein Speyer
- 2014 FinalCut. Papierschnitte, Horst-Janssen-Museum Oldenburg
- 2014 Linolschnitt – Holzschnitt – Papierschnitt, Kunsthalle Gießen
- 2014 Kunst.Schule.Leipzig – Malerei und Grafik nach 1947, Museum der bildenden Künste, Leipzig
- 2013 Blütenzauber, Museum Bad Arolsen
- 2012 German Now from Leipzig, Seongham Art Center, Seoul/Südkorea
- 2012 Tischgespräch mit Luther, Angermuseum, Erfurt
- 2012 geteilt / ungeteilt, Kunst in Deutschland 1945 – 2010, Galerie Neue Meister / Albertinum Dresden
- 2011 Cut – Scherenschnitte, Museum Moderner Kunst Kärnten, Klagenfurt
- 2010 Cut – Scherenschnitte, Hamburger Kunsthalle
- 2010 Münter-Preis-Ausstellung, Martin-Gropius-Bau, Berlin
- 2010 Mit Ecken und Kanten, Städtische Museen Heilbronn
- 2009 scherenschnitte – kontur pur, Museum Bellerive, Zürich/CH
- 2009 60 / 40 / 20 Leipziger Kunst, Museum der bildenden Künste, Leipzig
- 2008 The Leipzig Phenomenon, Kunsthalle Budapest
- 2008 Im Gegenlicht – Scherenschnitt und Schattenbild, Museum Villa Rot, Burgrieden – Rot
- 2008 New Leipzig School, Cobra Museum, Amstelveen/NL
- 2007 Wunder über Wunder, Kunsthalle Erfurt
- 2006 Zurück zur Figur – Malerei der Gegenwart, Kunsthalle der Hypo-Kulturstiftung, München
- 2006 Made in Leipzig – Bilder aus einer Stadt, Sammlung Essl, Wien/A
- 2003 woman in arms, Frauenmuseum, Bonn
- 2002 Wunschbilder, Museum der bildenden Künste, Leipzig

## Bücher
- etc. Papierschnitte/Paper Cuts 2019–2023. MMKoehn Verlag 2024, ISBN 978-3-944903-61-3.
- Vor Schrebers Garten. Papierschnitte, Katalog zur Ausstellung 2021/2022 in der Galerie Rothamel, Frankfurt und Wichtendahl Galerie, Berlin.
- Übersee. MMKoehn Verlag 2019, ISBN 978-3-944903-53-8.
- mit Erasmus Schröter: MONTEVIDEO. VfmK Verlag für moderne Kunst 2018, ISBN 978-3-903228-69-6.
- Taska. MMKoehn Verlag 2015, ISBN 978-3-944903-14-9.
- NUN. Verlag für moderne Kunst 2011, ISBN 978-3-86984-291-2.
- Papierschnitte. Leipzig 2008, ISBN 978-3-910171-03-9.